# 48480 Фальк
48480 Фальк  (48480 Falk) — астероїд головного поясу, відкритий 28 грудня 1991 року.
Тіссеранів параметр щодо Юпітера — 3,162.